# Dikarya

Dikariones mostrados en un ciclo de mitosis de un Basidiomycete. Obsérvese los dos núcleos procedentes de dos hongos originales distintos

Dikarya es una superdivision de hongos que alberga principalmente a las divisiones Ascomycota, Basidiomycota y Entorrhizomycota es decir, a los taxones que producen tanto hifas como células dicariotas, esto es, que albergan dos núcleos, y que, además, carecen de flagelos. Dikarya es también conocida como hongos superiores, aunque incluye aún hoy anamorfos clasificados en trabajos antiguos de taxonomía. Filogenéticamente, las tres divisiones componentes de la superdivisión constituyen un grupo evolutivo.
Los hongos superiores no poseen células móviles, pues son los hongos terrestres más evolucionados. Sus hifas son septadas lo que les proporciona reforzamiento ante un sustrato agresivo y limitan la pérdida del citoplasma en roturas gracias a la compartimentalización.
Son hongos en su mayoría filamentosos, casi todos terrestres, con un micelio generalmente muy ramificado y tabicado, y con membrana quitinosa. Presentan frecuentemente reproducción sexual mediante gametangiogamia. Los hongos superiores se agrupan en dos grupos ascomicetos y basidiomicetos, según el desarrollo de las esporas vegetativas tenga lugar en ascas o en basidios.

## Ascomycota

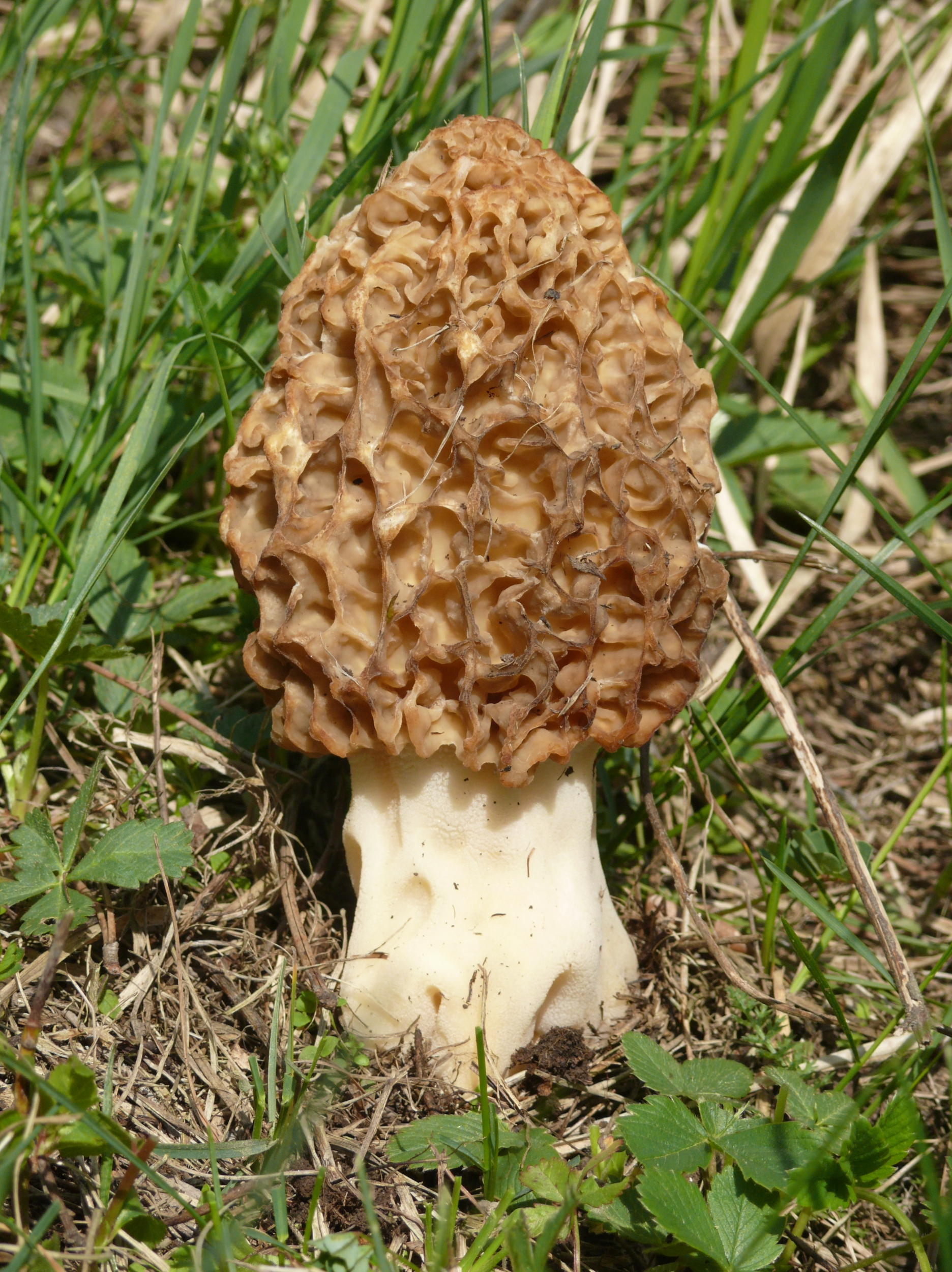
Ascomiceto Morchella esculenta.

El nombre de esta clase de hongos se debe al hecho de que sus esporas (ascosporas) se forman dentro de estructuras en forma de pequeños sacos llamados ascas. Los cuerpos vegetativos pueden ser unicelulares (levaduras), pluricelulares y filamentosos (tizones) o gruesos y carnosos (trufas). En la mayoría de los ascomicetes la reproducción asexual implica la formación de esporas llamadas conidios que se desprenden de los extremos de hifas especiales denominadas conidióforos.
Entre los ascomicetes más primitivos se incluyen las levaduras usadas en panificación y en la elaboración de bebidas alcohólicas, como la levadura de la cerveza (Saccharomyces cerevisiae). Las trufas y las criadillas de tierra son ascomicetes que viven bajo tierra en simbiosis sobre las raíces de plantas superiores. En géneros como Morchella, con especies que se encuentran entre los hongos comestibles más apreciados (colmenillas), el apotecio está situado sobre una estructura semejante a un tallo o puede presentar plegamientos y estar algo retorcido. Los mohos verdeazules que crecen sobre los cítricos, el pan y otros alimentos son de los géneros Penicillium y Aspergillus, que también presentan especies usadas en la producción de antibióticos y la elaboración de quesos fermentados como el roquefort y el gorgonzola. Pero también hay especies de ascomicetes perjudiciales, tales como Taphrina deformans, parásito obligado causante de la lepra del melocotonero y otras responsables de tizones, chancros, oídios y diversas podredumbres que constituyen graves enfermedades para las plantas. 

## Basidiomycota

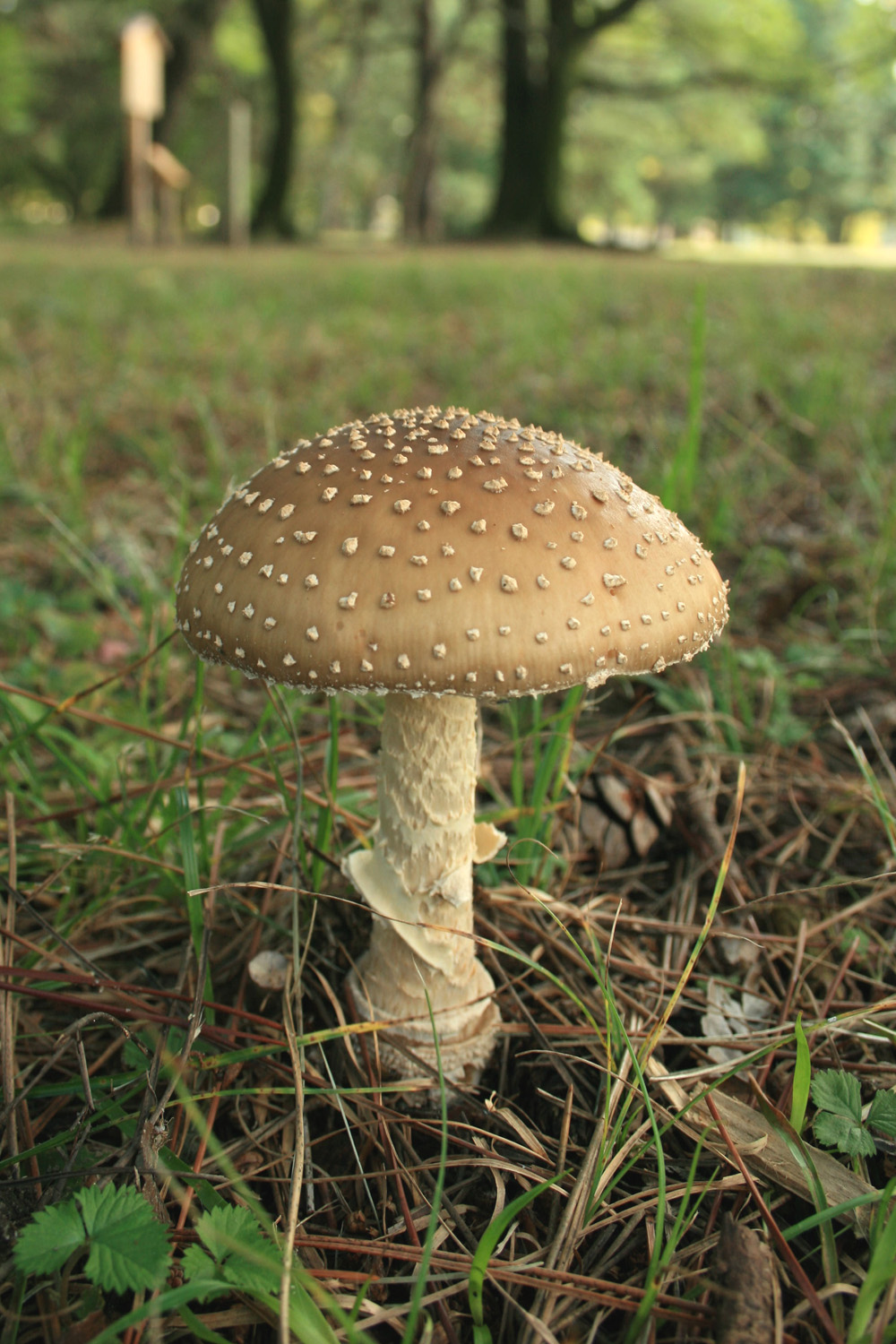
Amanita pantera o falso galipierno.

La mayoría de los hongos que se encuentran en los bosques y muchas especies parásitas de las plantas pertenecen a la clase basidiomicetes. 
La reproducción sexual de estos hongos es análoga a la de los ascomicetes: dos filamentos uninucleados o haploides se fusionan para formar una célula binucleada o diploide, sobre la cual se forma otra que se llama basidio, también diploide. Pero sus dos núcleos se fusionan y el basidio queda convertido en un cigoto. Dos particiones sucesivas del núcleo resultante de la fusión dan lugar a cuatro núcleos hijos, cada uno de los cuales pasa a una basidiospora, que aparece sobre el basidio. Las cuatro basidiosperas aparecen pues, sostenidas por un pequeño pie o esterigma. 
La clasificación de los basidiomicetes pasa por dos subclases bien diferenciadas: Cuando el basidio es unicelular los hongos son homobasidiomicetes y las basidiosporas dan filamentos miceliales sobre los que se forma un nuevo individuo. Cuando el basidio es pluricelular los hongos son heterobasidiomicetes y sus basidiosporas emiten un filamento micelial transitorio.
1. Los heterobasidiomicetes incluyen entre otros órdenes el de los tremelales u hongos gelatinosos y dos órdenes de gran importancia para la agricultura: Uredinales (royas) y ustilaginales (carbonos). 
2. Los homobasidiomicetes son en su mayoría saprobiontes que viven en el suelo, el mantillo, los excrementos y la madera. El tipo perfecto de los basidiomicetes está representado por el grupo de los himenomicetes, entre los que se encuentran las numerosas especies de setas comestibles y las no escasas venenosas. En la parte llamada sombrerillo, de estas setas, las hifas toman la forma de laminillas radiantes y paralelas, en la superficie de las cuales se encuentran los basidios.

## Carpóforo

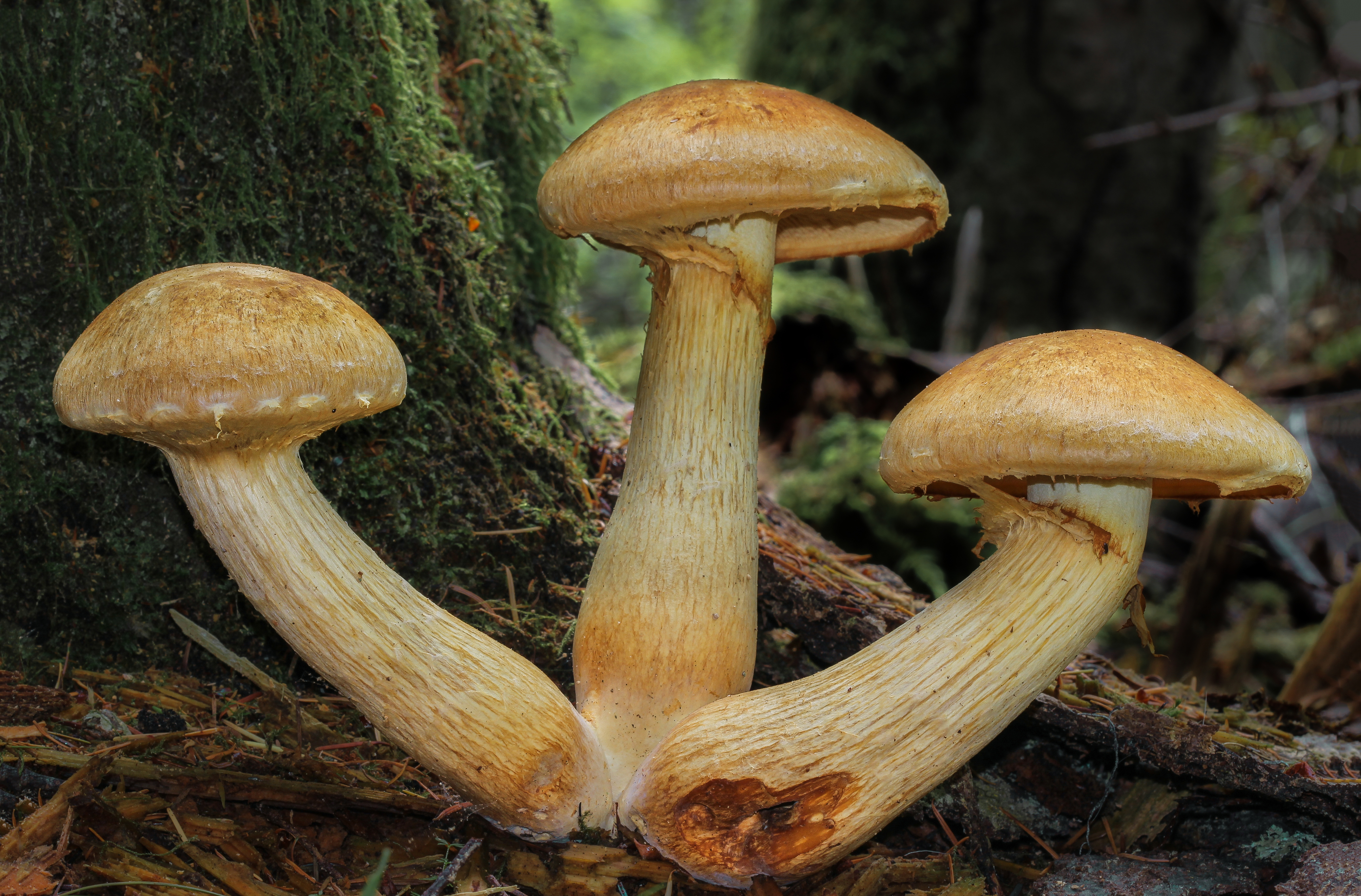
Las partes estructurales de los hongos reales son consideradas su carpóforo.

En anatomía de los hongos superiores, el carpóforo representa usualmente el cuerpo fructifero o la porción visible del hongo, el cual resulta de la aglomeración de los conidios. Puede ser de diferentes formas y tamaños, representado en la Seta, las partes del Estípite, y Lamella. 
A pesar de usualmente ser suave y esponjoso, unas pocas especies poseen carpóforos coriáceos, leñosos y perennes. Este grupo de hongos son frecuentemente saprótrofos, lignícolas y a veces parásitos de árboles debilitados o heridos.
En algunos casos, en particular en carpóforos leñosos pueden existir colonias simbióticas entre briofitas y hongos, situados en su carpóforo a modo de sustrato.